# Thomas H. Greco, Jr.
Thomas Henry Greco, Jr., född 1936, är en grönt orienterad ekonom som bloggar skriver och talar om fri marknad, alternativa valutor och monetära system.